# Scandolara Ravara
Scandolara Ravara (lombardul: Scandulèra) település Olaszországban, Lombardia régióban, Cremona megyében. Lakosainak száma 1306 fő (2023. január 1.). Scandolara Ravara Cingia de’ Botti, Gussola, Motta Baluffi, San Martino del Lago, Torricella del Pizzo és Solarolo Rainerio községekkel határos.

## Népesség
A település lakossága az elmúlt években az alábbi módon változott:
| Lakosok száma | 1460 | 1380 | 1358 | 1306 |
|               | 2013 | 2017 | 2018 | 2023 |